# Adriaan Nijs

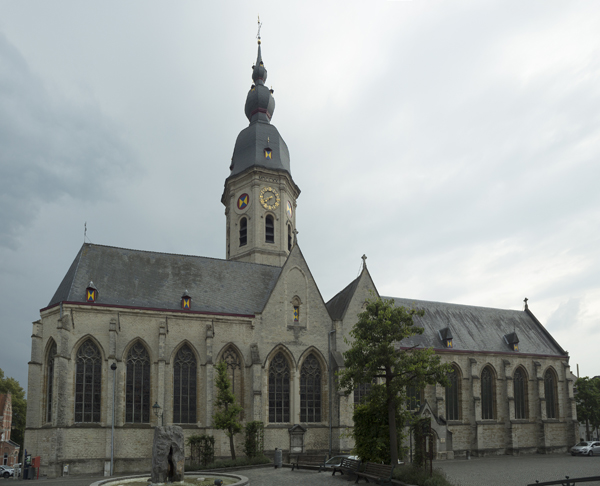
De Onze-Lieve-Vrouwekerk in Temse, met de torenspits van Adriaan Nijs.

Adriaan Nijs ook wel Egidius Adrianus (Antwerpen, 6 juni 1683 - Temse, 21 april 1771) was een beeldhouwer en bouwmeester actief in het Waasland.
Zijn vorming gebeurde in Antwerpen, hij was er leerling bij Hendrik Frans Verbruggen. Op het einde van zijn leven vestigde hij zich in Temse. Zijn oeuvre is gekend voor zijn zuiver rococosnijwerk.
Een van zijn zonen uit het eerste huwelijk Philips Alexander was eveneens beeldhouwer en zijn zoon Frans een gekende edelsmid.

## Gekende werken
- Collegekapel Sint-Niklaas: koorbanken
- Zele Sint-Ludgeruskerk: biechtstoelen, communiebank
- Bazel Sint-Petruskerk: communiebank
- Temse Hoofdkerk: torenspits, communiebanken, preekstoel, biechtstoelen en koorbanken.
- Lochristi Sint-Niklaaskerk: communiebank en lambriseringen
- Buggenhout, Sint-Niklaaskerk: preekstoel
- Brugge, Gruuthuse museum: beeldhouwwerken